# Presbyterian Church of Eastern Australia

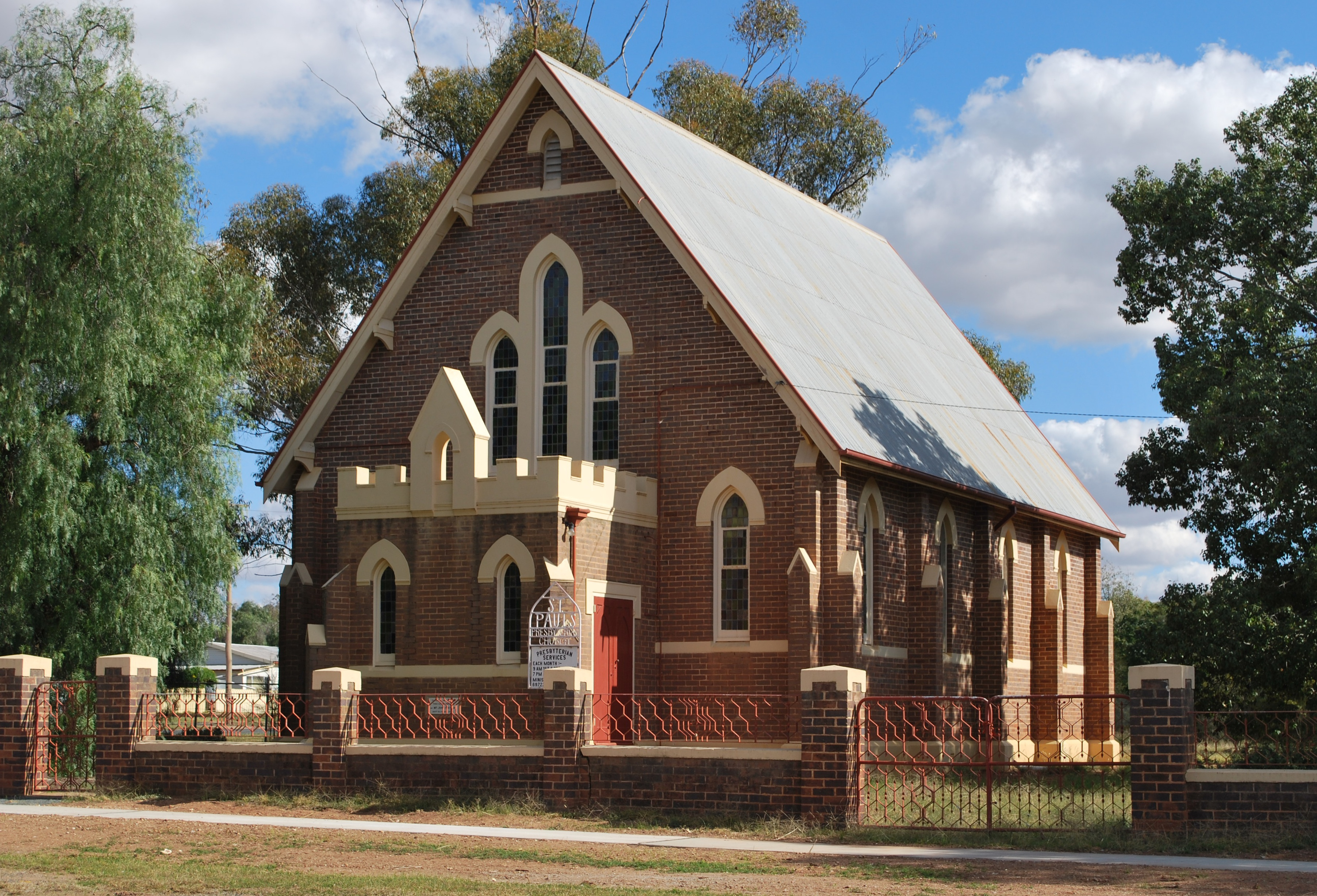
Presbyteriaanse kerk in Barmedman, New South Wales

De Presbyterian Church of Eastern Australia is een bevindelijk gereformeerd kerkgenootschap in Australië. Het kerkverband is ontstaan in 1846 en heeft circa 1000 leden en doopleden, verdeeld over 17 gemeenten.
In deze gemeenten worden enkel psalmen gezongen, geen gezangen (a capella). Als Bijbelvertaling gebruikt men de King James Version. Vrouwen kunnen niet verkozen worden als ambtsdrager. Sinds 1976 maakt het kerkgenootschap gebruik van de opleiding van de Free Church of Scotland in Edinburgh, het Free Church College.
Er zijn negen Presbyteriaanse kerkgenootschappen in Australië, waarvan de Presbyterian Church of Australia met 54.000 leden het grootste is. De bevindelijk gereformeerde kerkgenootschappen zijn maar zeer klein. Behalve de Presbyterian Church of Eastern Australia zijn dit de:
- Australian Free Church (3 gemeenten, 60 leden)
- Evangelical Presbyterian Church of Australia (5 gemeenten, 320 leden)[2]
- Free Presbyterian Church of Scotland (1 gemeente in Grafton, 53 leden)[3]
- Reformed Presbyterian Church of Australia (3 gemeenten, 120 leden)[4]
- Southern Presbyterian Church (3 gemeenten op Tasmanië, 150 leden)

De Free Reformed Churches of Australia (3300 leden) is ook een zeer behoudend kerkgenootschap, maar meer orthodox dan bevindelijk. Het is een zusterkerk van de Gereformeerde Kerken Vrijgemaakt.